# Алчевский городской совет
Алче́вский городско́й сове́т — одна из административно-территориальных единиц в составе Луганской области c центром в городе Алчевск (на начало 2015 года контролировался самопровозглашённой ЛНР). Подведомственная городскому совету территория составляет 49 км² с населением около 111,5 тыс. чел (01.09.2012).

## Состав
Общий состав совета: 60 депутатов.
Количество депутатов в группах и фракциях (созыв 2010 года):
1. Партия регионов — 50
2. Коммунистическая партия Украины — 5
3. Партия «Сильная Украина» — 2
4. Прогрессивная социалистическая партия Украины — 2
5. Фронт перемен — 1